# Buutsagaan
Buutsagaan (tiếng Mông Cổ: Бууцагаан) là một sum của tỉnh Bayankhongor ở miền nam Mông Cổ. Vào năm 2006, dân số của sum là 3.452 người.

## Địa lý
Sum có diện tích khoảng 5.840 km2. Trung tâm sum, Buyant, nằm cách tỉnh lỵ Bayankhongor 174 km và thủ đô Ulaanbaatar 790 km.

### Khí hậu
Buutsagaan có khí hậu bán khô hạn. Nhiệt độ trung bình hàng năm ở khu vực này là 5 °C. Tháng ấm nhất là tháng 7, khi nhiệt độ trung bình là 24 °C và lạnh nhất là tháng 1, với -18 °C. Lượng mưa trung bình hàng năm là 163 mm. Tháng ẩm ướt nhất là tháng 8, với lượng mưa trung bình là 41 mm, và khô nhất là tháng 1, với 1 mm.

## Kinh tế
Sum có một trường học, bệnh viện, trung tâm thương mại và nhà văn hóa.